# هنریک فون اکرمن
هنریک فون اکرمن (سوئدی: Henrik von Eckermann؛ زادهٔ ۲۵ مهٔ ۱۹۸۱) سوارکار پرش اهل سوئد است.